# رود سویانا
رود سویانا (انگلیسی: Soyana) یک رودخانه در استان آرخانگلسک کشور روسیه است.